# Wezembeek-Oppem
Wezembeek-Oppem és un municipi belga de la província de Brabant Flamenc a la regió de Flandes. És un dels sis municipis amb facilitats lingüístiques (un 30% de francòfons segons el cens de 1947) de la perifèria de Brussel·les. Es troba a l'est de Brussel·les, als límits de Kraainem i Woluwe-Saint-Pierre.

## Política
El seu alcalde actual, François van Hoobrouck d'Aspre, va ser escollit en la llista de la Union des Francophones, que va obtenir 16 escons de 23 (57,8% dels vots) l'octubre de 2000 i 10 de 23 (41,7%) el 1994. A les eleccions d'octubre de 2006, la seva llista d'UF va obtenir 18 escons de 23 (76% dels vots), eleccions que no van oferir cap regidor flamencòfon, ja que aquests llocs van ser triats directament. François van Hoobrouck està també en el consell provincial del Brabant Flamenc sota la mateixa etiqueta. Per altra banda, és membre del Mouvement Réformateur.